# De Tinfabriek (Naarden)
De Tinfabriek is een voormalige fabriek aan de Amsterdamsestraatweg 5 in Naarden, in de Nederlandse gemeente Gooise Meren.
In dit fabrieksgebouw werd tin in allerlei vormen gegoten. Na sluiting werd in 2018 begonnen het bedrijfspand te verbouwen voor een nieuwe bestemming met behoud van uiterlijke kenmerken zoals de schoorsteen. De fabriek werd een multifunctionele ruimte met vergaderruimtes.
Het gebouw won in 2022 de De Bazelprijs Gooise Meren. Deze architectuurprijs, die om de twee jaar uitgereikt wordt in de gemeente Gooise Meren, is genoemd naar de talentvolle Bussumse architect Karel de Bazel.